# László Szabó
|  | Per a altres significats, vegeu «László Szabó (desambiguació)». |

László Szabó (Budapest, 19 de març de 1917 - 8 d'agost de 1998), fou un jugador d'escacs hongarès, que tingué el títol de Gran Mestre des de 1950.

## Resultats destacats en competició
Va aprendre a jugar als escacs a l'edat de 6 anys, als 14 anys va començar a participar en torneigs, i als 17 anys es va convertir en un Mestre Nacional.
Va irrompre en l'escena internacional dels escacs el 1935, a l'edat de 18 anys, quan guanyà el Campionat d'Hongria, un torneig internacional organitzat a Tatatóváros, i va ser seleccionat per representar el seu país a l'Olimpíada d'escacs de 1935 a Varsòvia. Els espectadors de l'Olimpíada van quedar meravellats de l'estil del jove Szabó, ofensiu, que anava en contra de l'adust enfocament posicional adoptat pels seus compatriotes. Es creu que Szabó va estudiar sota la tutela de Géza Maróczy, llavors una figura patriarcal en els escacs hongaresos, després d'haver entrenat prèviament els futurs campions del món, Max Euwe i Vera Menchik.
Abans de la Segona Guerra Mundial, va tenir altres èxits, com la victòria absoluta al Congrés Internacional d'escacs de Hastings el 1938-1939. En aquesta època va treballar al departament de divises d'un banc a Budapest. Durant la Guerra, va formar part d'una unitat de treballs forçats, i posteriorment va ser capturat per tropes russes, i romangué com a presoner de guerra fins al final del conflicte.
Després de la guerra, va tornar a jugar als escacs en molts esdeveniments internacionals. Va acabar 5è a Groningen en 1946, un torneig extremadament fort que incloïa Mikhaïl Botvínnik, Max Euwe, Vassili Smislov, Miguel Najdorf, Issaak Boleslavski i Aleksandr Kótov. A l'Interzonal celebrat a Saltsjöbaden el 1948, va acabar 2n, per darrere de David Bronstein, i va aconseguir el triomf a Hastings en 1947/48, Budapest 1948 i Hastings 1949-1950. En aconseguir la cinquena posició, tant a l'Interzonal de Saltsjöbaden de 1952 com al de Göteborg de 1955, va fer mèrits suficients per participar en el Torneig de Candidats. El 1953 participà en el Torneig de Candidats de Zuric, un dels torneigs més forts de la història, que serví per determinar l'aspirant al títol al Campionat del món de 1954, on hi fou 12è (el guanyador fou Vassili Smislov).
Va ser en la seva tercera i última aparició en el Torneig de Candidats, que va tenir lloc al Torneig de Candidats d'Amsterdam el 1956, quan Szabó va fer més mèrits per lluitar pel títol de Campió Mundial. Va empatar en el tercer lloc amb Bronstein, Iefim Hèl·ler, Tigran Petrossian i Borís Spasski, darrere de Smislov i Paul Keres.
En les dècades de 1960 i 1970, va continuar sobresortint en l'escena internacional, i fou 1r a Zagreb en 1964, 1r a Budapest el 1965, empatat amb Lev Polugaievski i Mark Taimanov, 1r a Sarajevo en 1972, 1r a Hilversum el 1973, juntament amb Hèl·ler, i també 1r a Hastings 1973/74, juntament amb Guennadi Kuzmín, Jan Timman i Mikhaïl Tal.
Així mateix, va aconseguir la victòria a París el 1966, a València el 1969, a Dortmund el 1974 i a Hèlsinki el 1979.
En total, va representar Hongria en 11 Olimpíades d'escacs, jugant al primer tauler en cinc ocasions. El 1937, va guanyar la plata per equips i la medalla de plata individual. El 1952, un bronze individual, el 1956, un bronze per equips i el 1966, bronze per equips i la plata individual. Així mateix, va representar Hongria en set ocasions al Campionat d'Europa per equips. Szabo va jugar 2707 partides en torneigs oficials i va obtenir 1191 victòries, 373 derrotes i 1143 taules (al voltant del 65%).
Szabó va ser el millor jugador d'Hongria durant gairebé 20 anys, finalment reemplaçat per Lajos Portisch al voltant a 1963/64, i al cim de la seva carrera, un dels 12 millors jugadors del món.
La seva família va donar la seva biblioteca escacs i els seus documents a la Col·lecció John G. White, a la Biblioteca Pública de Cleveland. És la biblioteca més gran d'escacs al món (32.568 volums de llibres i publicacions periòdiques, incloent 6.359 volums de publicacions periòdiques enquadernades.)
Va ser vencedor en solitari del Campionat d'Hongria els anys 1935, 1937, 1946, 1950, 1952, 1954 i 1967, i tres vegades va compartir el primer lloc (1958, 1959 i 1961).
Durant el període de 1946 a 1979, va participar en 88 torneigs internacionals, aconseguint un total de 21 títols i 30 segons o tercers llocs.

## Partida seleccionada
- Mikhaïl Botvínnik - László Szabó. Hamburg, 1965.

1.c4 g6 2.d4 Cf6 3.Cc3 Ag7 4.e4 d6 5.f3 O-O 6.Ae3 Cc6 7.Cge2 e5 8.d5 Ce7 9.Dd2 Cd7 10.g3 f5 11.Ag2 fxe4 12.fxe4 a6 13.h3 Tb8 14.Aa7 Ta8 15.Af2 h6 16.O-O Cf6 17.Ae3 Rh7 18.c5 Ad7 19.b4 g5 20.a4 De8 21.De1 Dg6 22.Tb1 Ch5 23.g4 Cf4 24.Cg3 Df6 25.Tf2 Ceg6 26.Af1 Ch4 27.Dd1 De7 28.Tbb2 Tf7 29.Cf5 Axf5 30.gxf5 h5 31.Th2 Ah6 32.Rh1 Tg8 33.Af2 Tfg7 34.Ce2 g4 35.hxg4 Txg4 36.Cg1 Dg7 37.Ah3 Cxh3 38.Txh3 Cg2 39.Txh5 Cf4 40.Th4 Cd3 41.Txg4 Dxg4 42.Dxg4 Txg4 43.Tc2 Cxf2+ 44.Txf2 Txe4 45.Tb2 Tc4 46.Ce2 Rg7 47.Rg2 Rf6 48.Rf3 e4+ 49.Rg4 e3+ 50.Rf3 Rxf5 51.cxd6 cxd6 52.Tb1 Ag5 53.a5 Re5 54.Tg1 Af6 55.Tb1 Rxd5 56.Rxe3 Rc6 57.Rd3 Rb5 58.Tf1 Ae5 59.Tf7 Txb4 60.Txb7+ Rxa5 61.Ta7 Rb6 62.Ta8 Rb7 63.Tf8 a5 64.Tf7+ Ra6 65.Tf8 Ra7 66.Tc8 Rb7 67.Tf8 Tb3+ 68.Rc2 Th3 69.Cc1 a4 70.Cd3 Th2+ 71.Rb1 Ac3 72.Tf3 Rb6 73.Cf4 Ad4 74.Td3 Ae5 75.Cg6 Rc5 76.Te3 Ad4 77.Tf3 Rc4 0-1

## Obres
- My best games of chess, 1986 Arxivat 2012-07-17 a Wayback Machine.